# Hidroelektrana Peć Mlini
Hidroelektrana Peć Mlini je derivacijska hidroelektrana koja se nalazi u Zapadnohercegovačkoj županiji, BiH, u mjestu Drinovci, 24 km cestovne i 7 km zračne udaljenosti jugozapadno od centra Gruda.:13. Energetski koristi vode rijeke Vrljike i Grudskog vrila na prirodnoj visinskoj razlici od 110 metara između Imotskog polja na gornjem platou zvanom Nuga i strojarnice smještene na donjem platou zvanom Peć Mlini, u podnožju brda Petnik. HE Peć Mlini koristi vode rijeke Vrljike koja teče jugozapadnim dijelom Imotsko-grudskog polja, te sa sjevera vode Grudskog vrila koje se dovodnim kanalom Grudsko vrilo-Vrljika dovode u akumulacijski bazen za jednodnevno izravnavanje voda površine 43 ha. Godišnja proizvodnja elektrane je 83,2 GWh. Puštena je u probni rad 2. rujna 2004. godine.

## Povijest elektrane
Začetkom projekta može se smatrati izgradnja tunela Petnik u svrhu zaštite od poplava Imotsko-grudskog polja tijekom Drugog svjetskog rata. Projekt kojim je, osim zaštite od poplave, bila predviđena i proizvodnja električne energije datira iz 1956., kada je završena i obližnja brana i akumulacija Rastovača. Zajednički projekt Bosne i Hercegovine i Hrvatske nastavljen je 1982. i dopunjen 1987., izgradnjom akumulacija Tribistovo (BiH) i Ričina (Hrvatska).:11.-12.
Prvi idejni projekt ove elektrane datira još iz 1960-e godine. Izgradnja je započela 5. studenoga 2000. i trajala je dvije i pol godine. Osim proizvodnje električne energije, objekt služi i u svrhu zaštite od poplava. Prva je to elektrana izgrađena na području bivše Jugoslavije nakon Domovinskog rata.:4.
Hidroelektranom upravlja i održava ju Elektroprivreda Hrvatske zajednice Herceg Bosne.

## Opis postrojenja
Ponor Sainovac nalazi se na području bazena koji je jedan od najvećih ponora čiji se kapacitet procjenjuje na 20 m3/s. Taj ponor uređen je izgradnjom preljevne građevine putem koje je moguće kontrolirano upuštanje voda kada je to potrebno. Preljev Sainovac funkcionira tako da se upuštanje vode iz bazena u ponor omogućuje podizanjem tablaste zapornice veličine 2,0x 1,5 m. Preljev je dimenzioniran tako da je kod denivelacije vodostaja uzvodno i nizvodno od preljeva za 1,0 m moguća evakuacija srednjeg protoka Vrljike na ulazu u bazen Nugu, tj. na protok od 11,1 m3/s. 
Kompenzacijski bazen Nuga je smješten na krajnjem i najnižem jugoistočnom dijelu Imotsko-grudskog polja sjeverno od brda Petnik, u ponorskoj zoni rijeke Vrljike. Površina bazena je oko 43 ha. Ukupni volumen bazena je oko 800.000 m3, dok je korisni volumen oko 740.000 m3, što je dovoljna količina za potpuno dnevno izravnavanje prirodnih dotoka. Minimalni radni vodostaj u bazenu je na koti 249,00 m n.m., a normalni radni vodostaj je na koti 252,00 m n.m. Bazen se puni vodama Vrljike i Grudskog Vrila. Vodostaj u jezeru Nuga mjeri se automatskim mjeračem koji je uključen u sustav upravljanja elektranom, a podaci o izmjerenim vodostajima dostupni su za prijenos u bazu podataka nadležnog vodoprivrednog poduzeća u svrhu definiranja stanja obrane od poplava. 
Dovodni tunel koji je armirano-betonski, potkovičasta je oblika promjera 3,60 m, dužine 1.538 m, kote na početku 242 m n.m. i na kraju 229 m n.m., protoka 30 m3/s. Pristup tlačnom tunelu je kroz pristupni tunel i tlačna vrata dimenzija 3x3 m. Tunel se puni podizanjem zatvarača ulazne građevine za 10 cm, a pri tom vodostaj u jezeru Nuga može biti na razini između 249,00 m n.m. i 252,00 m n.m. Prilikom punjenja tunela prati se vodostaj u vodnoj komori, a nakon izjednačavanja vodostaja u bazenu Nuga i vodnoj komori smatra se da je tunel napunjen.
Vodna komora nalazi se na kraju dovodnog tunela, odnosno na početku tlačnog cjevovoda. Izgrađena je kao nadzemna osmerokutna, tlocrtne korisne površine od oko 40,00 m2, s preljevom na koti 270,00 m n.m.
U zasunskoj komori se nalazi pločasti zatvarač dimenzija 2,1 x 2,6 m kojim je moguće zatvoriti dovod vode u cjevovod zbog pregleda i održavanja. Taj zatvarač ujedno je i sigurnosni element za rad elektrane. 
Tlačni cjevovod koji započinje u zasunskoj komori na koti 230,30 m n.m. i završava račvom u strojarnici na koti 135,50 m n.m. izveden je djelomično kao nadzemni i djelomično kao podzemni objekt, ukupne dužine 190 m, a sastoji se od dva koljena, ravnog dijela promjera 2,6 m i račve promjera 1,6m. Maksimalan protok u cjevovodu je 30,0 m3/s.
Rasklopno postrojenje 110 kV, FIS SF6 s četiri polja, dva dalekovodna i dva transformatorska polja. Uz rasklopno postrojenje nalaze se dva energetska transformatora po 18 MVA. Izlaz iz postrojenja je na dvostruki dalekovod za Grude i Posušje.
U izgradnji su sudjelovale sljedeće tvrtke: "Elektroprojekt", "Končar", "Dalekovod"  te "Energokontrol" iz Zagreba, "Putovi Grude", "Siemens" Austrija, "Litostroj" Ljubljana, "Montavar" Maribor, "Alaterm" Mostar. 

## Tehničke karakteristike
Osnovni podatci:
- broj agregata: 2

- instalirana snaga: 2×15,3 MW

- instalirani proticaj: 2×15 m3/s
- tehnički minimum: 4,668 MW

- srednja godišnja proizvodnja: 82 GWh

- stupanj korisnog djelovanja agregata (nt X ng X ntr): 92,96 %

- energija od 1 m3 vode: 0,277 kWh
- količina vode za 1kWh: 3,6 m3
- biološki minimum: 0,46 m3/s
- srednji godišnji dotok: 11,1 m3/s
- energetska vrijednost akumulacije: 205,55 MWh
- volumen akum. do kote normalnog uspora: 800.000 m3

- korisni volumen akumulacije: 740.000 m3

- neto pad - maksimalni: 115 m
- neto pad - normalni: 111 m
- neto pad - minimalni: 102 m
- kota donje vode: 137 m n.m.

Generatori:
- tip generatora: trofazni sinkroni
- proizvođač: Končar
- nazivna prividna snaga: 18 MVA
- faktor snage cosφ: 0,85
- nominalni stupanj iskorištenja: 98,41 %
- napon statora: 10,5 kV
- način hlađenja statora: zrak-voda
- način hlađenja rotora: zrak-voda
- broj polova: 10
- vrsta uzbude: statička

Turbine:
- tip turbina: Francis FvT-1.22/248-13
- proizvođač: Litostroj
- instalirana snaga: 2×15,88 MW
- tehnički minimum: 4,5 MW
- instalirani protok: 15 m3/s
- minimalni protok: 6 m3/s
- broj obrtaja - nominalni: 600 obr/min
- broj obrtaja - pobjega: 1070 obr/min
- stupanj iskorištenja - nominalni: 95,2 %
- dijametar radnog kola: 1316 mm
- materijal radnog kola: nehrđajući čelik CrNi

Akumulacija:
- ekstremno maksimalna radna kota: 256 m n.m.
- maksimalna radna kota 254: m n.m.
- minimalna radna kota 249: m n.m.
- korisni pad: 110 m
- dužina dovodnog tunela: 1.540 m
- promjer dovodnog tunela: 3,6 m
- dužina tlačne cijevi: 190 m
- promjer tlačne cijevi: 2,6 m
- evakuacijska voda kroz stari tunel Petnik: 52 m3
- evakuacijska voda kroz ponor Sainovac: 25 m3
- maksimalna razina jezera: 263 m n.m.

:17.